# Haploporus
Genre
Haploporus est un genre de champignons de la famille des Polyporacées. Les espèces de ce genre poussent préférentiellement sur des saules et dégagent une odeur anisée. Ce genre a pour synonyme non valide Pachykytospora Kotlába & Pouzar 1963.